# Valeur intrinsèque européenne
 (décembre 2014).
Si vous disposez d'ouvrages ou d'articles de référence ou si vous connaissez des sites web de qualité traitant du thème abordé ici, merci de compléter l'article en donnant les références utiles à sa vérifiabilité et en les liant à la section « Notes et références ».
 (septembre 2010).
Le contenu est difficilement compréhensible vu les erreurs de traduction, qui sont peut-être dues à l'utilisation d'un logiciel de traduction automatique.
Pour les articles homonymes, voir EEV.
La valeur intrinsèque européenne, en anglais European Embedded Value (EEV), résulte des travaux du CFO Forum, une association européenne de directeurs financiers, en vue de standardiser le calcul de la valeur intrinsèque[Quoi ?] des compagnies d'assurance. À cette fin, le CFO Forum a publié des lignes directrices sur la façon dont la valeur doit être calculée.
Il y a beaucoup de subjectivité dans le calcul de la valeur d'une assurance-vie. Les contrats d'assurance sont des contrats à long terme, de sorte que la valeur de l'entreprise dépend désormais de la façon dont elle prévoit le dénouement de  chacun de ses contrats. Un bénéfice est réalisé si le souscripteur ne meurt pas et verse des primes pendant de nombreuses années. Les pertes sont possibles lorsque l'assuré décède peu de temps après la signature du contrat. Et la rentabilité est également affectée un éventuel dénouement anticipé.
Un actuaire calcule une valeur intrinsèque en faisant certaines hypothèses sur l'espérance de vie, la persistance, les conditions d'investissement, et ainsi de suite - ce qui rend une estimation de ce que la compagnie vaut maintenant. Mais si chaque personne a une opinion différente sur la façon dont les choses vont tourner, on peut s'attendre une fourchette d'estimations contradictoires de la valeur de l'entreprise. Avec cet éventail d'approches, il est très difficile de comparer des calculs EV entre les entreprises.
Le CFO Forum a été créé pour examiner les questions générales relatives au calcul de la valeur des compagnies d'assurance. L'EEV, qui en est la résultante, permet une plus grande cohérence dans le calcul afin de les rendre plus utiles.

## Types
La valeur intrinsèque européenne peut être déterminée selon l'approche dite « monde réel » (real world) ou selon les valeurs de marché (market consistent). La première évalue les risques sur la base du prix de marché des flux de trésorerie considérés et la seconde, sur celle d'une évaluation de ces flux.
Le calcul selon le « monde réel » utilise habituellement un taux d'actualisation des risques composé du taux sans risque majoré d'une marge de risque qui reflète le coût moyen pondéré du capital et bêta du modèle d'évaluation des actifs financiers. Utilisation au niveau des entreprises modèles économiques reflète clairement une approche top-down pour la détermination du taux d'actualisation du risque.
Le calcul selon les valeurs de marché fait usage d'une approche bottom-up pour la détermination du taux d'actualisation des risques, qui produit un nombre qui est égal au taux sans risque plus une allocation explicite pour le risque opérationnel et le risque de marché.
Bien qu'il y ait initialement eu un usage égal de ces deux types de calcul de la valeur intrinsèque européenne, les entreprises semblent se diriger vers une approche commerciale cohérente[réf. nécessaire].